# Адамс, Гарри Уильям
Гарри Уильям Адамс (англ. Harry William Adams; 1868, Вустер — 1947, Мартли, Вустер) — британский художник; был преподавателем рисования в Вустерском колледже искусств и состоял в должности президента Бирмингемского художественного кружка.

## Биография
Гарри Уильям Адамс родился в Вустере в 1868 году; в течение восьми лет он работал декоративным художником на Королевском фарфоровом заводе в Вустере; после этого, в 1895 году, он переехал в Париж — с целью продолжить учебу в Академии Жюлиана. Первая выставка Адамса прошла через год, в 1896, в Лондонской королевской академии художеств: на ней он представил свой зимний пейзаж. Всю свою карьеру Адамс специализировался на пейзажах с изображением снега — к таким работам относятся «Солнце на снегу» и «Поток с ледяным покровом».
В августе 1913 года газета «Сент-Ив Таймс» сообщила, что Гарри Уильям Адамс посещает город Сент-Ив с краткосрочным визитом, а «несколько лет назад его картина была приобретена согласно „Завещанию Чантри“». Этой картиной была работа «Зимний сон» (1900). Во время Первой мировой войны Гарри Адамс стал преподавателем рисования в Вустерском колледже искусств, кроме того в тот же период он стал президентом Бирмингемского художественного кружка.

## Работы
- «Зимний сон» (1900, холст, масло) в Лондоне (коллекция Тейт)
- «На одиноких высотах Малверна» (1902, холст, масло) в Торки (Исторический дом Аббатства Торре и Гал.)
- «Голубая река» (холст, масло) в Вустере (Городской музей)